# M38 Вулфхаунд
М38 Вулфхаунд је било америчко оклопно возило 6x6, које је 1944. конструисао и произвео Шевролет, део концерна Џенерал Моторс. Било је замишљено да замени М8 Грејхаунд, али је крај рата 1945. године довео до отказивања пројекта после неколико направљених прототипова. 
Вулфхаунд је имао посаду састављену од четири члана и био је наоружан топом од 37mm постављеним у ротирајућој отвореној куполи, и муницијом од 93 гранате. Секундарно наоружање чинила су два митраљеза, један постављен коаксијално за главним топом а други на делу за противваздушну одбрану. Погон је чинио Кадилаков осмоцилиндрични мотор са воденим хлађењем. Возило се одликовало ниским профилом и елегантним линијама. Са сваке стране налазила су се по три точка на симерично постављеним осовинама и карактеристичним закривљеним блатобранима. Предња плоча је била постављена под оштрим нагибом како би се побољшала заштита. Радио антена је била постављена на предњем десном делу. На један од прототипова постављена је купола тенка М24 Чефи и испитана је могућност да се возилу тако побољша наоружање. 
Концепт М38 је утицао на каснија возила попут Алвис Саладина, послератног британског оклопног возила. 